# Olaf Janßen
Olaf Janßen (Krefeld, 8 de outubro de 1966) é um ex-futebolista profissional alemão, medalhista olímpico 

## Carreira
AOlaf Janßen ganhou a medalha de bronze nos Jogos Olímpicos de Verão de 1988.